# De Lindse Blaos
C.V. De Lindse Blaos (dlb) is een Nederlandse carnavalsvereniging en organiseert het carnaval in Leende ofwel Blaosdonk. Zo heet Leende namelijk tijdens de carnavalsperiode. De vereniging is opgericht in 1961.

## Naamgeving
De naam is afgeleid van de vorm van de bol bovenop de toren van de Sint-Petrus'-Bandenkerk. Deze lijkt op een varkensblaas. Leende is in het dialect Lind en blaas wordt blaos. Vandaar de naam De Lindse Blaos.

## Organisatie
De voorzitter van de vereniging wordt de Vorst genoemd. Verder bestaat het bestuur uit minimaal een Vice-Vorst, Penningmeester, Secretaris, Ceremoniemeester en Leider van de Raad van Elf, eventueel aangevuld met één of meerdere algemeen bestuursleden. De Raad van Elf bestaat uit minimaal elf personen. Zowel vrouwen als mannen kunnen deel uitmaken van de Raad van Elf.
Het bestuur kiest jaarlijks een Prins, Prinses of Prinsenpaar. Deze uitverkiezing wordt ook wel het grootste geheim van Leende genoemd en de bekenmaking vindt plaats op het Prinsenbal. De prins wordt altijd bijgestaan door 1 of 2 adjudanten. Normaliter is dat de Prins of het Prinsenpaar van het jaar ervoor. 
Daarnaast heeft dlb ook nog enkele honderden leden. Zij betalen een jaarlijkse contributie. Zij hebben inspraakmogelijkheden bij de jaarvergadering en krijgen korting en voorrang bij het bestellen van kaarten voor de jaarlijkse Tonpraoten. Verder zijn er nog meer dan twintig commissies welke de bepaalde taken en evenementen organiseren.

## Onderscheidingen

### Onderscheiding van het Prinsenpaar
Deze wordt op verzoek van het Prinsenpaar en/of het bestuur uitgereikt in het carnavalsseizoen. Bijvoorbeeld aan familie en vrienden maar ook aan de vele vrijwilligers van de vereniging

### Kruuk van Lind
Tijdens het openingsweekend kunnen de Leendenaren raden wie er enkele maanden later prins zal worden. Dit wordt Prins Raojen genoemd. Men vult hiervoor een blaadje in en stopt deze in de kruuk, een melkbus. Na de bekendmaking van de Prins worden alle inzendingen gesorteerd en alleen de juiste gaan terug. De Prins grabbelt vervolgens een winnaar uit de bus. Hij of zij krijgt de onderscheiding in de vorm van en melkbus met een geldprijs.

### Orde van het Gemene Leve
De Orde van Verdienste wordt sinds 1975 tijdens de openingsceremonie op carnavalszaterdag uitgereikt aan personen die een bijzondere betekenis hebben of hebben gehad voor de carnaval in Leende. Tijdens de jaarvergadering kan door de aanwezige leden een voordracht gedaan worden voor deze orde. Het bestuur van de Lindse Blaos beslist uiteindelijk wie de orde uiteindelijk krijgt en de Burgemeester van Heeze-Leende. 

### Orde van Verdienste
De Orde van Verdienste wordt sinds 1977 tijdens de openingsceremonie op carnavalszaterdag uitgereikt om mensen te eren voor hun inzet voor de gemeenschap van Leende en Leenderstrijp. Tijdens de Prinsenreceptie kan door de aanwezige bezoekers een voordracht gedaan worden voor deze orde. Het bestuur van de Lindse Blaos beslist uiteindelijk wie de orde uiteindelijk krijgt en reikt deze ook uit.  

## Huidige activiteiten
Dlb organiseert haar activiteiten volgens een jaarplanning welke volgens een vast stramien plaatsvinden.
- Openingsweekend rondom 11 november - met achtereenvolgens de Jaarvergadering, Openingsbal en Jeugdtonpraotbal.
- Jeugd- en Prinsenbal - op zaterdag in het eerste weekend van het nieuwe jaar.
- Prinsenreceptie - op zondag een week na het Prinsenbal.
- Tonpraoten - op vrijdag en zaterdag in de drie weekenden na de receptie.
- Cabaretavond - op zaterdag in het eerste hele weekend van oktober.

### Carnaval

#### Carnavalszaterdag
- Openingsmis in de Kerk
- Vlag hijsen en sleuteloverdracht op het Marktplein
- Uitreiking van ordes en een komische sketch met de naam het bènkske

#### Carnavalszondag
- Grote optocht met in de avond de prijsuitreiking.

#### Carnavalsmaandag
- Kinderoptocht met aansluitend de prijsuitreiking.

#### Carnavalsdinsdag
- Blaosfestival met optredens van artiesten en blaaskapellen op verschillende locaties.
- om 00:00 uur wordt carnaval afgesloten met de sleuteloverdracht en popverbranding.

## Trivia
- Er wordt ieder jaar op zondag na het Prinsenbal een krant uitgebracht met als naam D'n Blaospieper.
- Het Tonpraoten staat erom bekend dat er enkel artiesten meedoen welke een sterke band met Leende hebben.
- Ook met de optocht doen er enkel deelnemers uit Leende mee.
- Er zijn twee prinsen in de geschiedenis geweest welke twee seizoenen prins zijn geweest. 
  - Picobello van 1961 t/m 1963, hij was vanaf de oprichting de eerste twee seizoenen de prins.
  - Hans dun Twidde van 2019 t/m 2021, hij bleef prins toen het Carnaval in verband met corona niet doorging.
- Als iemand 11 jaar lid is van de Raad van Elf ontvangt hij/zij tijdens de Jaarvergadering een herinneringsspeldje.